# E. R. Dodds
E. R. Dodds   (Banbridge, 26 de juliol de 1893 - Oxford, 8 d'abril de 1979), nascut Eric Robertson Dodds, fou un filòleg clàssic irlandès. Va signar totes les seves publicacions com a E. R. Dodds.

## Biografia i carrera acadèmica
Dodds va néixer a Banbridge, comtat de Down, fill de mestres d'escola. El seu pare Robert era d'una família presbiteriana i va morir d'alcoholisme quan Dodds tenia set anys. La seva mare Anne era d'ascendència anglo-irlandesa. Quan Dodds tenia deu anys, es va traslladar amb la seva mare a Dublín, i es va educar al St Andrew's College (on la seva mare feia classes) i al Campbell College de Belfast. Va ser expulsat d'aquest últim per "insolència greu, estudiada i sostinguda".
El 1912, Dodds va obtenir una beca al University College d'Oxford per estudiar els clàssics, o Literae humaniores (un programa de llicenciatura de quatre anys que consta de cinc trimestres d'estudi de textos llatins i grecs, seguits de set trimestres d'estudi d'història antiga i filosofia antiga). Entre els seus amics a Oxford hi havia Aldous Huxley i T. S. Eliot. El 1916, se li va demanar que abandonés Oxford a causa del seu suport a l'Alçament de Pasqua, però va tornar a l'any següent per realitzar els seus exàmens finals a Literae humaniores, i se li va concedir un títol de primera classe per igualar la primera classe que se li va concedir el 1914 a Honour Moderations, l'etapa preliminar del seu títol. El seu primer tutor a Oxford va ser A. B. Poynton.
Després de la seva graduació, Dodds va tornar a Dublín i va conèixer W. B. Yeats i Æ (George William Russell). Va ensenyar breument al Kilkenny College i el 1919 va ser nomenat professor de clàssiques a la Universitat de Reading, on el 1923 es va casar amb una professora d'anglès, Annie Edwards Powell (1886-1973). No van tenir fills.
El 1924, Dodds va ser nomenat professor de grec a la Universitat de Birmingham, i va arribar a conèixer W. H. Auden (el pare del qual, George, professor de medicina pública i classicista aficionat, era un col·lega). Dodds també va ser responsable del nomenament de Louis MacNeice com a professor a Birmingham el 1930. Va ajudar MacNeice en la seva traducció d'Èsquil, Agamèmnon (1936), i més tard es va convertir en el marmessor literari del poeta. Dodds va publicar un volum dels seus propis poemes, Thirty-Two Poems, with a Note on Unprofessional Poetry (1929).
El 1936, Dodds es va convertir en Regius Professor of Greek a la Universitat d'Oxford, on va succeir Gilbert Murray. Murray havia recomanat decididament Dodds al Primer Ministre Stanley Baldwin (la càtedra era un regal de la Corona) i no va ser un nomenament popular: va ser elegit per sobre de dos destacats professors d'Oxford (Maurice Bowra, del Wadham College, i John Dewar Denniston, del Hertford College). La seva falta de servei a la Primera Guerra Mundial (havia treballat breument en un hospital de l'exèrcit a Sèrbia, però més tard es va acollir a l'exempció del servei militar concedida als residents irlandesos) i el seu suport al republicanisme i al socialisme irlandesos, a més de la seva erudició en el camp no estàndard del 
neoplatonisme, tampoc el van fer inicialment popular entre els seus col·legues. Va ser tractat amb especial duresa per Denys Page, al college del qual (Christ Church) tenia la seva seu la Regius Chair of Greek.
Dodds es va interessar durant tota la seva vida pel misticisme i la investigació psíquica. Fou membre del consell de la Society for Psychical Research des del 1927 i el seu president del 1961 al 1963.
Va morir a Old Marston, al nord-est d'Oxford.

## Publicacions
- Thirty-Two Poems: With a Note On Unprofessional Poetry (1929)
- Why I Do Not Believe in Survival (1934)
- Humanism and Technique in Greek Studies (1936)
- Maenadism in the Bacchae (1940)
- Minds in the Making (1941)
- The Greeks and the Irrational (1951)
- Morals and Politics in the Oresteia (1960)
- Classical Teaching in an Altered Climate (1964)
- Pagan and Christian in an Age of Anxiety (1965)
- Supernormal Phenomena in Classical Antiquity (1971)
- The Ancient Concept of Progress and Other Essays on Greek Literature and Belief (1973)
- Missing Persons: An Autobiography (1977)